# Монди Стамболийски
„Монди Стамболийски“ ЕАД е българска компания, част от Монди Груп, най-големият в света производител на натронова хартия и хартиени торби. Намира се в град Стамболийски.

## История
През 1952 година е създаден Държавен целулозен комбинат „Стефан Кираджиев“ за производство на целулоза и хартия, по-късно преименуван на „Целхарт“.
През 1997 година заводът е приватизиран от турската холдингова група „Ишиклар Холдинг А.С.“, като през следващите години заедно с Европейската банка за възстановяване и развитие и Международна финансова корпорация предприемат амбициозна инвестиционна програма.
През 2002 година двете банки стават пълноправни собственици на предприятието. От юни 2006 г. заводът е част от „Монди Груп“.
Основното производство е на натронова хартия, флутинг и хартиени торби.